# 戴恩·查尔斯
戴恩·查尔斯（英語：Dion Charles；1995年10月7日—）是一位北爱尔兰足球运动员，在场上的位置是前锋。他现在效力于英格兰足球甲组联赛球队博尔顿。他曾是北愛爾蘭足球代表隊隊員。

## 球会生涯
查尔斯在黑池青年军学师，在2013/14球季作客对巴恩斯利的比赛首次进入比赛名单，但没有上场，球队最终以1-0小胜。
被黑池释出后，他转投英格兰足球全国联赛北球会菲尔德并签约一年。2014年8月12日，查尔斯首次代表球队上场，参加作客对斯泰利布里奇些路迪的比赛并以3-0取胜，他在80分钟换入上场。在新球会首颗进球是5-0大胜科尔温湾的比赛。之后他被外借至英格兰北部超级联赛球会斯克尔默斯代尔联一个月。2015年8月15日对根斯堡三位一体，他梅开二度使球队以2-2平手。同日他与球会续约两年，并获征召上英格兰足球代表丙队。2016年1月23日，他打进该球季的第10颗联赛进球，但球队仍以3-2落败给伍斯特城。
2016年7月11日，他加盟英格兰足球甲组联赛球队弗利特伍德镇并签下两年合约。隔天他的前球会宣称查尔斯仍与该球会履行合约，并已在2015年9月签下为期两年的合约。英格兰足总宣布菲尔德的说法没有证据支持，因此查尔斯是次属自由转会。2016年11月9日的英格兰足球联赛锦标赛，他首次代表弗利特伍德镇上镇，比赛结果为卡莱尔联4-2弗利特伍德镇。
2017年3月18日，他被外借至英格兰足球全国联赛北球会夏利法斯镇至季末。同日他首次代表夏利法斯镇上场，参加以1-0不敌告士打城的比赛，他踢至63分钟便被换下。一周后，他打进在夏利法斯镇首颗进球，助球队以3-0击败曼市联。2017年7月22日，他再度被外借回夏利法斯镇，为期六个月至2018年1月，第二次外借期间只上场12次。
2018年1月12日，他转投效力全国联球会修夫港。
2019年8月12日，他转会至艾宁顿斯坦利并签约两年。

## 国家队生涯
2021年3月，查尔斯首次被征召上北爱尔兰足球代表队参加2022年国际足协世界杯外围赛，并于3月28日首次为北爱尔兰上场参加以2-1输给美国的友谊赛。

## 外部連結
- 足球数据库：戴恩·查尔斯的球员统计数据